# Marinepersonalamt
Das Marinepersonalamt (MPA) war eine Kommandobehörde der Kriegsmarine. Aufgabe der Dienststelle war die Bearbeitung von Personalangelegenheiten, anfangs der Reichsmarine, später der Kriegsmarine.

## Geschichte

### Vorgeschichte
Am 13. Dezember 1918 wurde aus dem Marinekabinett das Personalamt im Reichsmarineamt. Die Aufgaben des aufgelösten Marinekabinetts wurden fortan vom neu eingeführten Personalamt wahrgenommen. Bereits am 17. April 1919 wurde das Personalamt in Marineoffizierspersonalabteilung umbenannt. Dem Stab des Chefs der Admiralität bzw. dem Chef der Marineleitung war die Marineoffizierspersonalabteilung direkt unterstellt.

### Marinepersonalamt
Die Marineoffizierspersonalabteilung wurde am 1. Oktober 1936 zum Marinepersonalamt erweitert. Die Unterstellung war unter den OKM.
Das Marinepersonalamt wurde am 14. Juli 1945 aufgelöst.

## Gliederung der Marineoffizierspersonalabteilung 1922
1922 bestand die Marinefriedenskommission auf dem Abteilungsleiter Kapitän zur See Albrecht von Freyberg und folgenden Mitgliedern:
- Korvettenkapitän Alfred Saalwächter
- Korvettenkapitän Beyer, zugleich Ingenieur-Offizier beim Stabe der Marineleitung
- Marineoberstandzahlmeister Seyffert, zugleich in der Marinewehrabteilung (A I) des Marinekommandoamtes

## Gliederung des Marinepersonalamtes
- Abteilung Allgemeine und Angelegenheiten der Seeoffiziere (MPA I)
- Abteilung Angelegenheiten der Marineingenieuroffiziere (MPA II)
- ab 1939: Abteilung Angelegenheiten der Offiziere d. B., z. V., a. D. und Sonderführer (MPA VI)

Außerdem waren drei Referate, später Generalreferate, dem Amtschef unmittelbar nachgeordnet:
- Referat für Angelegenheiten der Marinesanitätsoffiziere (MPA III)
- Referat für Angelegenheiten der Marinewaffenoffiziere (MPA IV)
- Referat für Angelegenheiten der Marineverwaltungsoffiziere (MPA V)

## Chefs des Personalamtes
- Konteradmiral Adolf von Trotha: von Dezember 1918 bis März 1919
- Kapitän zur See Theodor Püllen: von März/April 1919

## Chefs der Marineoffizierspersonalabteilung
- Kapitän zur See/Konteradmiral Theodor Püllen: von April 1919 bis Juli 1920, ab 1918 Abteilungsleiter
  - Kapitän zur See Dietrich Meyer
  - Kapitän zur See Albrecht von Freyberg
- Kapitän zur See Albrecht von Freyberg: von Juli 1920 bis September 1922
- unbekannt
- Kapitän zur See Erich Heyden: von April 1924 bis November 1928
- Kapitän zur See/Konteradmiral Conrad Albrecht: von Dezember 1928 bis September 1930
- Kapitän zur See Wolf von Trotha: September 1930 bis September 1932
- Fregattenkapitän/Kapitän zur See Günther Lütjens: von September 1932 bis September 1934
- unbekannt
- Kapitän zur See Günther Lütjens: von März 1936 bis zur Auflösung im September 1936

## Chefs des Marinepersonalamtes
- Kapitän zur See/Konteradmiral Günther Lütjens: von der Einrichtung im Oktober 1936 bis Oktober 1937
- Kapitän zur See/Konteradmiral/Vizeadmiral/Admiral Conrad Patzig: von Oktober 1937 bis November 1942
- Kapitän zur See Werner Ehrhardt: von November 1942 bis Januar 1943 mit der Wahrnehmung der Geschäfte beauftragt, ab 25. November 1939 Abteilungschef und davor ab 1938 Referent
- Kapitän zur See/Konteradmiral/Vizeadmiral Martin Baltzer: von Januar 1943 bis zur Auflösung im Juli 1945

## Chefs von MPA I
- Fregattenkapitän Harald Netzbandt: von der Einrichtung im September 1936 bis November 1939
- Kapitän zur See Werner Ehrhardt: von November 1939 bis Januar 1943, anschließend Chef des Marinepersonalamtes
- Fregattenkapitän Hans von Davidson: von Januar 1943 bis Januar 1944
- Kapitän zur See Max-Eckart Wolff: von Januar 1944 bis zur Auflösung im Juli 1945

## Chefs von MPA II
- Fregattenkapitän (Ing.) Karl Kaufmann: von der Einrichtung im September 1936 bis November 1939
- Fregattenkapitän (Ing.) Wilhelm Tackenberg: von November 1939 bis September 1942
- Kapitän zur See (Ing.) Erich Fröhner: von September 1942 bis April 1945
- Korvettenkapitän (Ing.) Herbert Kirschstein: von Mai 1945 bis zur Auflösung im Juli 1945 mit der Wahrnehmung der Geschäfte beauftragt

## Chefs von MPA VI
- Kapitän zur See Otto Flies: von der Einrichtung im Januar 1939 bis April 1943
- Fregattenkapitän Bodo von Bülow: von April 1943 bis Januar 1944
- Kapitän zur See Walter Baldenius: von Januar 1944 bis zur Auflösung im Juli 1945

## Bekannte Personen (Auswahl)
- Korvettenkapitän Eugen Lindau: von Oktober 1923 bis Oktober 1926 Referent
- Fregattenkapitän/Kapitän zur See Karl-Otto Gutjahr: von Oktober 1938 bis November 1939 Referent
- Kapitänleutnant Georg von Berger: von November 1939 bis Oktober 1940 Referent